# KFNB – Nordstern
Die Dampflokomotive „NORDSTERN“ war eine Personenzuglokomotive der Kaiser Ferdinands-Nordbahn (KFNB).
Sie war die einzige von der Lokomotivfabrik G. & J. Rennie in London 1839 an die KFNB gelieferte Maschine und entsprach den typischen englischen Maschinen mit Achsformel 1A1 (vgl. „AUSTRIA“ und „VINDOBONA“).
Die Zylinder waren unter der Rauchkammer angeordnet und trieben die gekröpfte zweite Achse an.
Die Tabelle gibt Werte nach dem 1843 erfolgten Umbau an.
Die „NORDSTERN“ wurde 1865 verschrottet.